# Princess Power
Princess Power är ett amerikanskt komedi- och animerat barnprogram vars första säsong hade premiär den 30 januari 2023 på Netflix. Första säsongen bestod av 14 avsnitt. Seriens tredje säsong hade premiär den 20 maj 2024. Serien är skapad av Elise Allen som även medverkat i skrivandet av manus.

## Handling
Serien kretsar kring fyra prinsessor som kommer från fyra olika fruktriken blåbär, kiwi, ananas och hallon. Tillsammans samarbetar de för att göra sina  fruktriken till en bättre plats.

## Rollista (i urval)
- Dana Heath – Kira Kiwi
- Madison Calderon – Beatrice Blåbär
- Trinity Bliss – Rita Hallon
- Luna Bella Zamora – Penelope Ananas
- Alanna Ubach – Miss Fussywiggles
- Rita Moreno – Great Aunt Bussyboots
- Andrew Rannells – kung Barton
- Jenna Ushkowitz – drottning Ryung
- Eric Bauza – Seung
- Ciera Payton – drottning Katia
- Anairis Quiñones – Karina
- Antonio Raul Corbo – Felipe
- Jermaine Fowler – Kaue
- Savannah Guthrie – Susie Seedplanter
- Drew Barrymore – Miranda